# Bukovica Mala (Doboj)
Pour les articles homonymes, voir Bukovica Mala.
Bukovica Mala (en serbe cyrillique : Буковица Мала) est un village de Bosnie-Herzégovine. Il est situé sur le territoire de la ville de Doboj et dans la république serbe de Bosnie. Selon les premiers résultats du recensement bosnien de 2013, il compte 835 habitants.
Bukovica Mala est également connu sous le nom de Mala Bukovica.

## Géographie
Le village est situé au bord de la rivière Rudanka.

## Démographie

### Évolution historique de la population dans la localité
| 1948 | 1953 | 1961 | 1971 | 1981 | 1991 | 2013 |
| ---- | ---- | ---- | ---- | ---- | ---- | ---- |
| -    | -    | 698  | 763  | 785  | 816  | 835  |

|  |

### Communauté locale
En 1991, la communauté locale de Bukovica Mala comptait 1 120 habitants, répartis de la manière suivante :